# Уяздув (Замойський повіт)
Уяздув (пол. Ujazdów) — село в Польщі, у гміні Неліш Замойського повіту Люблінського воєводства.
Населення — 325 осіб (2011).
У 1975—1998 роках село належало до Замойського воєводства.

## Демографія
Демографічна структура станом на 31 березня 2011 року:
|          | Загалом | Допрацездатний вік | Працездатний вік | Постпрацездатний вік |
| -------- | ------- | ------------------ | ---------------- | -------------------- |
| Чоловіки | 145     | 28                 | 102              | 15                   |
| Жінки    | 180     | 35                 | 85               | 60                   |
| Разом    | 325     | 63                 | 187              | 75                   |